# When Joey Was on Time
When Joey Was on Time è un cortometraggio muto del 1912 diretto da Charles M. Seay.

## Produzione
Il film fu prodotto dalla Edison Manufacturing Company.

## Distribuzione
Distribuito dalla General Film Company, il film - un cortometraggio di 152 metri - uscì nelle sale cinematografiche degli Stati Uniti il 18 dicembre 1912. Fu distribuito anche nel Regno Unito il 5 marzo 1913.
Nelle proiezioni, veniva programmato con il sistema dello split reel, accorpato in un'unica bobina con un altro cortometraggio prodotto dalla Edison, An Old Appointment.